# Javier Vercher
Javier Vercher (* 1978 in Madrid) ist ein spanischer Jazzmusiker (Tenor- und Sopransaxophon, Bassklarinette, Flöte, Komposition).

## Leben und Wirken
Vercher stammt aus einer Musikerfamilie; im Alter von sechs Jahren zog seine Familie nach Valencia, wo er unter der Leitung seines Vaters Musiktheorie, Klavier und Klarinette studierte. Vercher erhielt die nächsten zehn Jahre klassischen Klarinettenunterricht am Konservatorium Joaquín Rodrigo in Valencia.
Nach Abschluss seiner Studien am Konservatorium begann er, sich mit Jazz auseinanderzusetzen und besuchte 1995/96 Seminare bei Kurt Rosenwinkel, Perico Sambeat, Chris Cheek und Jorge Pardo. Von 1997 bis 2000 studierte er mit einem Stipendium am Berklee College of Music in Boston als Jazzinstrumentalist.
Zwischen 1999 und 2001 gehörte er zur Band von Bob Moses. 2002 zog er nach New York, wo er mit Lionel Loueke, Henry Cole, David Dorůžka, Ferenc Németh und RJ Miller spielte. Er arbeitete aber auch in den New Yorker Studios, tourte mit Chip Taylor (sowie Bill Frisell) und nahm nochmals Unterricht bei Chris Cheek. 2003 gründete Vercher ein Trio mit dem Schlagzeuger Brannen Temple und dem Bassisten Chris Higgins, mit dem sein Debütalbum für Fresh Sound Records entstand. In der Folge präsentierte Vercher seine Musik mit dem Trio und Lionel Loueke auf verschiedenen spanischen Festivals. 2006 erschien sein Tonträger Wheel of Time mit Ferenc Nemeth.
Im Jahr 2007 holte ihn der Perkussionist und Posaunist Carlos Martín zu den Aufnahmen von Alejandro Sanz’ Album El Tren de los Momentos, mit dem Vercher anschließend auch auf Tournee in beiden Amerikas und in Spanien war. Ende 2009 zog er nach Barcelona, wo er mit Jorge Rossy spielte (mit dem er 2017 das Duoalbum Filantropía vorlegte). 2010 erschien sein Album Wish You Were Here mit US-amerikanischen Musikern. Er ließ sich wieder in Valencia nieder und tourte in verschiedenen Konstellationen durch Italien und Spanien. 2019 holte ihn Bänz Oester zu seinen Rainmakers. Des Weiteren wirkte er auch bei den Alben von Carrie Rodriguez, Vicente Espí, Thaïs Morell, Perico Sambeat (Plays Zappa) und Gecko Turner mit.
2006 wurde Vercher mit dem spanischen Tete-Montoliú-Preis ausgezeichnet.

## Diskographische Hinweise
- Introducing the Javier Vercher Trio (2004, mit Chris Higgins, Brannen Temple sowie Robert Glasper, Rakalam Bob Moses)
- Perico Sambeat & Javier Vercher Infinita (2009)
- Wish You Were Here (2010 mit Larry Grenadier, Lionel Loueke, Sam Yahel und Francisco Mela)
- Javier Vercher/Ferenc Nemeth Imaginary Realm (2014, mit David Kikoski)[1]
- Javier Vercher/Maikel Vistel First Takes (2017, mit Luis Guerra, Reinier Elizarde, Billy Hart)
- Javier Vercher/Masa Kamaguchi As We See It (2019)
- Bänz Oester & The Rainmakers Gratitude (Enja 2023)[2]